# Лиз Мъри
Лиз Мъри (на английски: Liz Murray) е американска мотивираща лекторка и писателка на произведения в жанра мемоари и мотивационна литература.

## Биография и творчество
Елизабет „Лиз“ Мъри е родена на 23 септември 1980 г. в Бронкс, Ню Йорк, САЩ, второто дете в семейство на бедни и зависими от наркотици родители, които по-късно се заразяват с ХИВ. На 15 години става бездомна, когато майка ѝ умира от СПИН през 1996 г., а баща ѝ се премества в приют за бездомни. Въпреки късното си постъпване в гимназията и липсата на стабилен дом, започва да посещава подготвителната академия по хуманитарни науки в Челси, Манхатън, която завършва вместо за четири за две години.
Отличена е със стипендия на „Ню Йорк Таймс“ за нуждаещи се студенти и постъпва в Харвардския университет през 2000 г. В периода 2003 – 2006 г. се премества от Харвардския в Колумбийския университет, за да се грижи за болния си баща. Завършва Харвардския университет с бакалавърска степен по психология през 2009 г., а след това завършва Колумбийския университет с магистърска степен по психология на образованието.
През 2010 г. е издадена автобиографичната ѝ книга „Да дочакаш утрото“. Тя става бестселър в списъка на „Ню Йорк Таймс“ и я прави известна. Получава наградата за ролеви модели на проекта на Белия дом, наградата „Кристофър“ и наградата „Chutzpah“. Книгата е екранизирана в телевизионния филм „Homeless to Harvard: The Liz Murray Story“ (Бездомни за Харвард: Историята на Лиз Мъри) с участието на Тора Бърч и Майкъл Райли.
Лиз Мъри пътува по света, за да изнася мотивационни речи и семинари, за да вдъхнови други лица. Тя е основател и директор на базираната в Ню Йорк компания „Manifest Trainings“, която дава възможност на възрастните да създават желаните от тях резултати в собствения си живот.
По време на трудното си детство пълни в петък раницата си с храна в училищния стол, за да може да предотврати гладуването си през уикенда. След успеха си работи с организацията с нестопанска цел „Благословии в раница“, която снабдява социално слабите деца с храна през уикенда, когато училищните столове са затворени.
На 19 май 2013 г. получава титлата „доктор хонорис кауза“ на публичните услуги от колежа „Меримак“ в Северен Андовър, Масачузетс.
Лиз Мъри живее със семейството си в Ню Йорк.

## Произведения
- Breaking Night: A Memoir (2010)
Да дочакаш утрото. Моят живот по улиците на Ню Йорк до „Харвард“, изд.: ИК „Киви“, София (2019), прев. Калина Момчева

### Екранизации
- 1998 Strike! – съпродуцент
- 2003 Homeless to Harvard: The Liz Murray Story – тв филм, съпродуцент